# 3918 Brel
3918 Brel este un asteroid din centura principală, descoperit pe 13 august 1988 de Eric Elst și G. Sause.